# EPrix van Long Beach 2016
De ePrix van Long Beach 2016 werd gehouden op 2 april 2016 op een aangepaste versie van het Stratencircuit Long Beach. Het was de zesde race van het seizoen.
De race werd gewonnen door Lucas di Grassi voor het team ABT Schaeffler Audi Sport, nadat hij tijdens de vorige race in Mexico-Stad werd uitgesloten van de overwinning. Stéphane Sarrazin werd tweede voor Venturi Formula E Team en Di Grassi's teamgenoot Daniel Abt maakte het podium compleet.

## Kwalificatie
| Pos | No | Coureur                | Team                            | Q1     | Q2     | Grid |
| --- | -- | ---------------------- | ------------------------------- | ------ | ------ | ---- |
| 1   | 55 | António Félix da Costa | Team Aguri                      | 57.079 | 57.198 | 18   |
| 2   | 2  | Sam Bird               | DS Virgin Racing Formula E Team | 56.821 | 57.261 | 1    |
| 3   | 11 | Lucas di Grassi        | ABT Schaeffler Audi Sport       | 57.131 | 57.270 | 2    |
| 4   | 4  | Stéphane Sarrazin      | Venturi Formula E Team          | 57.136 | 57.412 | 3    |
| 5   | 23 | Nick Heidfeld          | Mahindra Racing Formula E Team  | 57.129 | 57.825 | 4    |
| 6   | 27 | Robin Frijns           | Andretti Formula E Race Team    | 57.145 |        | 5    |
| 7   | 66 | Daniel Abt             | ABT Schaeffler Audi Sport       | 57.151 |        | 6    |
| 8   | 9  | Sébastien Buemi        | Renault e.Dams                  | 57.189 |        | 7    |
| 9   | 8  | Nicolas Prost          | Renault e.Dams                  | 57.284 |        | 8    |
| 10  | 7  | Jérôme d'Ambrosio      | Dragon Racing                   | 57.288 |        | 9    |
| 11  | 21 | Bruno Senna            | Mahindra Racing Formula E Team  | 57.383 |        | 10   |
| 12  | 25 | Jean-Éric Vergne       | DS Virgin Racing Formula E Team | 57.496 |        | 11   |
| 13  | 28 | Simona De Silvestro    | Andretti Formula E Race Team    | 57.696 |        | 12   |
| 14  | 88 | Oliver Turvey          | NEXTEV TCR Formula E Team       | 57.952 |        | 13   |
| 15  | 1  | Nelson Piquet jr.      | NEXTEV TCR Formula E Team       | 58.015 |        | 17   |
| 16  | 12 | Mike Conway            | Venturi Formula E Team          | 58.144 |        | 14   |
| 17  | 77 | Salvador Durán         | Team Aguri                      | 58.417 |        | 15   |
| 18  | 6  | Loïc Duval             | Dragon Racing                   | 59.049 |        | 16   |

## Race
| Pos | No | Coureur                | Team                            | Rondes | Tijd/Oorzaak uitval | Grid | Punten |
| --- | -- | ---------------------- | ------------------------------- | ------ | ------------------- | ---- | ------ |
| 1   | 11 | Lucas di Grassi        | ABT Schaeffler Audi Sport       | 41     | 45:11.582           | 2    | 25     |
| 2   | 4  | Stéphane Sarrazin      | Venturi Formula E Team          | 41     | +0.787              | 3    | 18     |
| 3   | 66 | Daniel Abt             | ABT Schaeffler Audi Sport       | 41     | +1.685              | 6    | 15     |
| 4   | 23 | Nick Heidfeld          | Mahindra Racing Formula E Team  | 41     | +2.343              | 4    | 12     |
| 5   | 21 | Bruno Senna            | Mahindra Racing Formula E Team  | 41     | +4.968              | 10   | 10     |
| 6   | 2  | Sam Bird               | DS Virgin Racing Formula E Team | 41     | +5.229              | 1    | 11     |
| 7   | 7  | Jérôme d'Ambrosio      | Dragon Racing                   | 41     | +6.735              | 9    | 6      |
| 8   | 6  | Loïc Duval             | Dragon Racing                   | 41     | +8.057              | 16   | 4      |
| 9   | 28 | Simona De Silvestro    | Andretti Formula E Race Team    | 41     | +10.505             | 12   | 2      |
| 10  | 12 | Mike Conway            | Venturi Formula E Team          | 41     | +10.900             | 14   | 1      |
| 11  | 8  | Nicolas Prost          | Renault e.Dams                  | 41     | +11.205             | 8    |        |
| 12  | 88 | Oliver Turvey          | NEXTEV TCR Formula E Team       | 41     | +17.417             | 13   |        |
| 13  | 25 | Jean-Éric Vergne       | DS Virgin Racing Formula E Team | 40     | +1 ronde            | 11   |        |
| 14  | 77 | Salvador Durán         | Team Aguri                      | 40     | +1 ronde            | 15   |        |
| 15  | 27 | Robin Frijns           | Andretti Formula E Race Team    | 40     | +1 ronde            | 5    |        |
| 16  | 9  | Sébastien Buemi        | Renault e.Dams                  | 38     | +2 ronden           | 7    | 2      |
| DNF | 55 | António Félix da Costa | Team Aguri                      | 33     | Uitgevallen         | 18   |        |
| DNF | 1  | Nelson Piquet jr.      | NEXTEV TCR Formula E Team       | 32     | Ongeluk             | 17   |        |

## Standen na de race

### Coureurs
| Positie | Rijder            | Team                            | Punten |
| ------- | ----------------- | ------------------------------- | ------ |
| 1       | Lucas di Grassi   | ABT Schaeffler Audi Sport       | 101    |
| 2       | Sébastien Buemi   | Renault e.Dams                  | 100    |
| 3       | Sam Bird          | DS Virgin Racing Formula E Team | 71     |
| 4       | Jérôme d'Ambrosio | Dragon Racing                   | 64     |
| 5       | Stéphane Sarrazin | Venturi Grand Prix              | 48     |

### Constructeurs
| Positie | Team                            | Punten |
| ------- | ------------------------------- | ------ |
| 1       | Renault e.Dams                  | 138    |
| 2       | ABT Schaeffler Audi Sport       | 132    |
| 3       | Dragon Racing                   | 112    |
| 4       | DS Virgin Racing Formula E Team | 77     |
| 5       | Mahindra Racing Formula E Team  | 61     |